# CCR2
CCR2 (C-C chemokine receptor type 2) ist ein Oberflächenprotein aus der Gruppe der Chemokinrezeptoren.

## Eigenschaften
CCR2 wird von Monozyten und IL-12-aktivierten NK-Zellen exprimiert. Es ist der Rezeptor für CCL2, CCL7 und CCL13 sowie beta-Defensin. Nach Bindung von CCL2 wird Chemotaxis eingeleitet, über die PI3K, das kleine G-Protein Rac und die Ausstülpung von Lamellipodia. CCR2 ist glykosyliert, phosphoryliert und sulfatiert.
CCR2 ist an der Entstehung von manchen neurologischen Erkrankungen, Autoimmunerkrankungen, metabolischen Syndrom und Arteriosklerose beteiligt.